# Macromia pacifica
Macromia pacifica – gatunek ważki z rodziny Macromiidae. Występuje na terenie Ameryki Północnej.